# إليزابيث شفارتسهاوبت
إما صوفي إليزابيث شفارتسهاوبت (بالألمانية: Emma Sophie Elisabeth Schwarzhaupt) (7 يناير 1901 في فرانكفورت، 29 أكتوبر 1986) كانت سياسية ألمانية، تنتمي لحزب الاتحاد المسيحي الديمقراطي. بين عامي 1961 و1966 شغلت منصب وزيرة الصحة في حكومة ألمانيا الاتحادية، وكانت بذلك أول امرأة تتولى وزارة في ألمانيا الاتحادية.
مُنحت في 10 ديسمبر 1965 وسام الصليب الأعظم وكانت أول امرأة تحصل على هذا الوسام. من 1970 إلى 1972 كانت أول رئيسة للمجلس الألماني للنساء.

## العمل السياسي
دخلت إليزابيث شفارتسهاوبت عالم السياسة بعد قراءة أعمال مثل كفاحي لأدولف هتلر وكتاب أسطورة القرن العشرين لألفريد روزنبرج. وقد عارضت الصورة التي ترسمها الاشتراكية الوطنية للنساء، وبدات في التعبير عن معارضتها للتوجهات النازية بهذا الشأن. وقدمت عددًا من المقالات حول هذا الموضوع، منها على سبيل مقالة بعنوان موقع المرأة في الاشتراكية الوطنية (1932).
خلال فترة جمهورية فايمار دعمت إليزابيث شفارتسهاوبت حزب الشعب الألماني، الذي كان أباها عضوًا فيه. ومنذ 1953 أصبحت عضوة في حزب الاتحاد الديمقراطي المسيحي.
من 1954 إلى 1969 كانت عضوة في البوندستاج. وهناك كانت نائبة رئيس مجموعة الحزب البرلمانية من 1957 إلى 1961. في 1957 كانت العضوة المنتخبة عن دارة فيسبادن.
صوتت إلى جانب مارجوت كالينكه بالموافقة على التعديلات التي اقترحها الحزب الديمقراطي الحر وهو ما مثل هزيمة للائتلاف الحكومي لأحزاب الاتحاد المسيحي الديمقراطي والحزب الألماني و«كتلة ألمانيا/عصبة الشتات والمحرومين». وهكذا مُرر مشروع قانون مساوة الرجل والمرأة في نطاق الحقوق المدنية، وأصبح قانونًا في 18 يونيو 1957.
بعد انتخابات البوندستاج عام 1961، عُينت إليزابيث شفارتسهاوبت وزيرة للصحة في 14 نوفمبر 1961 ضمن حكومة المستشار كونراد أدناور. وقد وصلت لمنصب الوزارة بالرغم من مقاومة أدناور وبعد حملة شنتها نساء حزب الاتحاد الديمقراطي المسيحي بقيادة هيلينا ويبر وأنا براوكزيبه. رفضت النساء تقبل حكومة جديدة لا يشاركن فيها، فنظمن نشاطًا احتجاجيًّا أمام القاعة التي أجريت بها مفاوضات الائتلاف الحكومي بين حزب الاتحاد المسيحي الديمقراطي والحزب الديمقراطي الحر. واصلت عملها وزيرة للصحة في حكومة لودفيج إرهارد. خلال وزارتها قدمت عددًا من التنظيمات الجديدة المتعلقة بفترات الصلاحية وتوضيح المواد الغريبة في المنتجات الغذائية. أيضًا في وزارتها قدمت أولى التشريعات المتعلقة بنظافة المياه والهواء. وقد وقعت في بداية فترة وزارتها فضيحة الثاليدومايد، وعلى وقع هذه الفضيحة قدمت وزارة إليزابيث شفارتسهاوبت تشريعات جديدة للدواء، نصت هذه التشريعات على اختبار الأدوية لكشف أضرارها على الصحة الإنجابية قبل تسويقها.